# 黄蜻属
黄蜻属（学名：Pantala），也称薄翅蜻蜓属，为蜻蜓科的一个属。体形中等、分布较广，是很常见的一类蜻蜓。雄性的体色为红色，雌性的体色为黄色。

## 下属物种
本属包括以下物种：
- 黄蜻 Pantala flavescens Fabricius, 1798
- Pantala hymenaea Say, 1839
- Pantala shalakhi Sathe & Shinde, 2008
- Pantala shivajiensis Sathe & Shinde, 2008